# 가면 무도회 (드라마)
《가면 무도회》는 1983년 2월 12일에 방영된 TV문학관이다. 원래 2월 5일 방영 예정이었지만, 개인의 인권보다는 특종과 시청률을 우선시하는 미디어의 속성을 비판한 원작을 각색한 것이 문제가 되어 담당 국장부터 사장까지 대본 사전검열을 받았고, 제작진은 그 뒤에도 계속 수정하라는 지시를 받았다. 결국 KBS 경영진이 상봉극을 연출하는 마지막 장면을 통으로 삭제하라는 지시를 내리자 박진수 PD는 사표를 낸 뒤 조연출 PD에게 삭제되지 않은 원본 테이프를 편성 PD에게 넘겨주도록 부탁했다. 그러나 이 사실이 드러나면서 결국 2월 5일 방송은 결방되었고 담당부장이 마지막 장면을 삭제한 채로 일주일 뒤에 방영되는 우여곡절을 겪은 작품이다.

## 줄거리
어느 날 황철진(오현경)이라는 중년 남자가 한 신문사의 사회부 기자인 이문우(서인석)를 찾아 온다. 철진은 30년 전 반공포로 석방 당시 부모와 약혼녀가 사망했다는 소식을 듣고 한국행을 포기, 제3국인 브라질행을 선택했던 인물이었다. 그러나 최근 우연히 접한 한국 발전상을 홍보하는 책자 속에서 죽었다고 생각한 약혼녀(반효정)의 모습을 발견하고 급히 귀국해서 신문사를 찾은 것이다. 철진의 사연을 들은 문우는 선배 기자(이호재)와 함께 약혼녀의 행방을 찾기 위해 동분서주하는데...

## 출연
- 서인석
- 이호재
- 반효정
- 오현경
- 송승환
- 하미혜
- 황범식
- 최헌철
- 정운용
- 남성식
- 전병옥
- 박시영
- 조재훈
- 이계영
- 차양희
- 조용원
- 안정훈